# Hedysarum macranthum
Hedysarum macranthum är en ärtväxtart som beskrevs av Josef Franz Freyn och Paul Ernst Emil Sintenis. Hedysarum macranthum ingår i släktet buskväpplingar, och familjen ärtväxter. Inga underarter finns listade i Catalogue of Life.